# Empusza
Az empusza vagy empuszák – egyes történetek szerint hárman voltak – a görög mitológia riasztó alvilági démona (neve szerint 'betolakodó'), Hekaté kísérője.
Empuszának hívták azt a vérszopó groteszk küllemű lidércet, ami az ókori görög színművekben kísértett. A lamia vagy brukolakhosz, így hívták az ókori görögök az általunk ma ismert vámpírt. A mítosz szerint a vámpír mindig udvariasan kopogtat a ház ajtaján, ezért a görögöknél elterjedt szokás volt, hogy az udvarias, egyszeri kopogtatásra nem nyitnak ajtót. Emberalakban szamárfara volt és bronz saruja, vagy egy bronz- és egy szamárlába. Emberhúson élt, néha szép ifjú lányként jelent meg, hogy az elcsábított férfiak vérét, életerejét kiszívja.
Csúfolódva Empuszának nevezték a kikapós asszonyokat is.